# 山はね

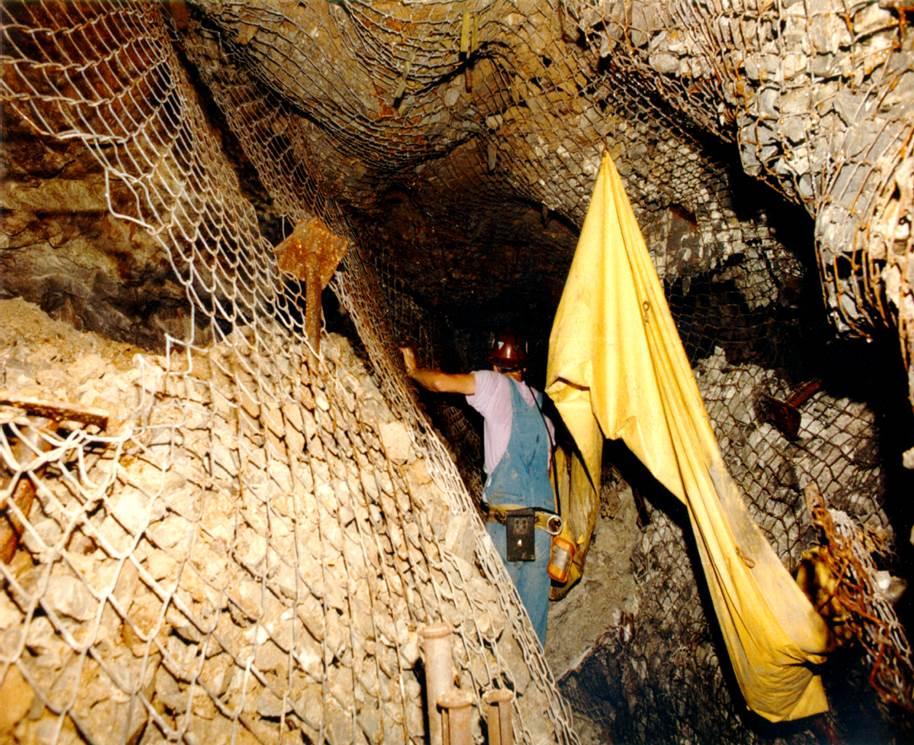
山はねによる被害を受けた米国の鉱山

山はね（やまはね、英語: Rock burst）とは、強い応力がかかったトンネルで発生する、自然発生的で激しい岩石の崩壊である。岩はねとも。 鉱業では多くの鉱業に起因する地震が生じるが、採掘作業に被害を及ぼすもののみが山はねに分類される。鉱山の坑口が開削されると、近隣の岩石にかかるとてつもない圧力が開放され、文字通り岩石が"爆発"したり、近くの地質構造物に急激な動きが生じたりすることがある。山はねは深刻な災害であり、1989年3月13日には東ドイツ・テューリンゲン州のカリ鉱山で起きた山はねではマグニチュード5.6もの揺れを観測し近くのフェルケルスハウゼン一帯の建物などが全半壊する被害を被っている。また南アフリカ共和国では毎年約20人の鉱夫が山はねで命を落としている。日本でも1971年7月17日に住友石炭鉱業歌志内鉱で山はねからガス突出事故となり30人が死亡、閉鉱に追い込まれている。

## 詳細
山はねは、岩石が脆性破壊されて、約100～200トンまたはそれ以上の岩石が激しく崩落して、急速に崩壊することで発生する。このようにエネルギーが放出されることにより、掘削部周辺の岩石の潜在的なエネルギーが減少される。異なる説明としては、鉱山の応力の再分布による変化が、地質学的なひずみエネルギーに由来する潜在的な地震を誘発するというものである。
山はねは掘削規模に影響され（掘削規模が大きいほどリスクが高くなる）、180m以上の掘削規模の場合に発生する可能性が高くなる。採掘方法の誤りなどによって誘発された地震は、山はねを引き起こす可能性がある。その他の山はねの原因として、断層・岩脈・節理の存在が挙げられる。

## 軽減策
山はねへの対処方法は、山はねの危険性が高まった場合に局所的かつ短期間で対応できる戦術的な対策と、鉱山の設計プロセスや長期計画に組み込まれた戦略的な対策の2つに分けられる。

### 戦術的な対策
山はねの危険性を軽減することに成功した戦術的な対策は複数ある。それらには次のようなものがある。
1. エネルギーを吸収し、破砕することなくことなく変形するように仕向ける手立てを施す。これらのシステムが損傷を受けた場合でも、落盤を制限したり、他のシステムが完全に故障した場合でも立ち入りができるようにする。
2. デストレス・ブラストの使用により、山はねの危険性、特に応力の高い脆い岩石が可能である。デストレス・ホールは、従来の範囲に効率的に組み込むことができる。ただし、デスレスブラストの多用は、かえって問題を多くする場合がある。
3. 採取速度を遅くすることで、採掘されたトン数に対する地震性が減少することが多く、条件によっては実際に破砕を防ぐことができる場合がある。

### 戦略的な対策
成功している戦略的な対策としては、次のようなものが挙げられる。
1. すべての鉱石の採掘順序は、適切に計画されたものを採用し、可能な限り厳密に従う。
2. 深い位置での大掘削の結合を回避する。
3. 掘削された空間にある大量の柱状の岩石は、排除するか、最小限に抑える。
4. 並行する鉱脈は片側ずつ掘削し、上盤の掘削を優先する（手掘りの場合は下盤を優先)。
5. 鉱脈が分岐している場所では、掘削は交差部から開始し、一度に分岐して掘り進める。
6. 可能であれば、掘削は断層または不連続面から離れて行う。
7. 掘り出された区域は埋戻されるべきであり、埋戻しは採取と並行して行い、可能な限り従来の地表に近い状態に保つ。